# Tobias Kohen

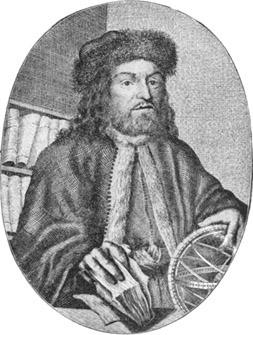
Tobias Kohen (1652–1729)

Tobias Kohen (geboren 1652 in Metz; gestorben 1729 in Jerusalem) war ein deutsch-polnischer Arzt und Schriftsteller. Er war später als Arzt in Konstantinopel, Venedig und Palästina tätig.

## Leben
Schon sein Großvater Eleazar Kohn war Arzt und kam aus Jerusalem, er siedelte sich in Kamjanez-Podilskyj (Heute: Ukraine) an. Der Vater von Tobias Kohen war ebenfalls Arzt und hieß Moses Kohn (geboren 1598; gestorben 10. Mai 1659), er siedelte zunächst in Narol – damals eine reiche Handelsstadt im heutigen Polen. Er flüchtete 1648 nach Frankreich, als die Stadt während des Chmelnyzkyj-Aufstand geplündert wurde, und war dann Rabbiner in Metz unter dem Namen Kohen-Nerol. Nach dem frühen Tod des Vaters heiratet seine Mutter Feige (gestorben 1666) 1663 den Wormser Rabbiner Samson Bacharach (geboren 1607; gestorben 1670). Der junge Tobias ging dann zu Talmud-Studien zurück nach Polen. Der Osmanisch-Polnischer Krieg 1672–1676 ließ ihn aber dann zum Studium der Medizin zur Universität Padua gehen. 1678 kam er mit einem Studienkollegen Gabriel Felix Moschides nach Deutschland zur Weiterbildung.
Hier wurde er von Kurfürst Friedrich Wilhelm von Brandenburg protegiert. Dieser veranlasste, dass Tobias Kohen und sein Freund Gabriel an der Universität von Frankfurt an der Oder als Medizinstudenten immatrikuliert wurden. Später kehrte er nach Padua zurück, um dort zu promovieren, da das in Frankfurt und in ganz Deutschland für Juden damals noch nicht möglich war. Danach ließ sich in Konstantinopel nieder.
Hier wurde er Leibarzt des Tatarenfürsten Selim Girig Khan und der Sultane Mehmed IV., Suleiman II., Ahmed II., Mustafa II. und Ahmed III. Im Jahre 1724 ging er nach Jerusalem, wo er 1729 starb.

## Trivia
Nach eigenem Bericht waren Kohen und Moschides die ersten beiden jüdischen Studenten an einer deutschen Universität. Selma Stern bezeichnete Kohen als einen der bedeutendsten jüdischen Gelehrten des frühneuzeitlichen Preußens.

## Werke

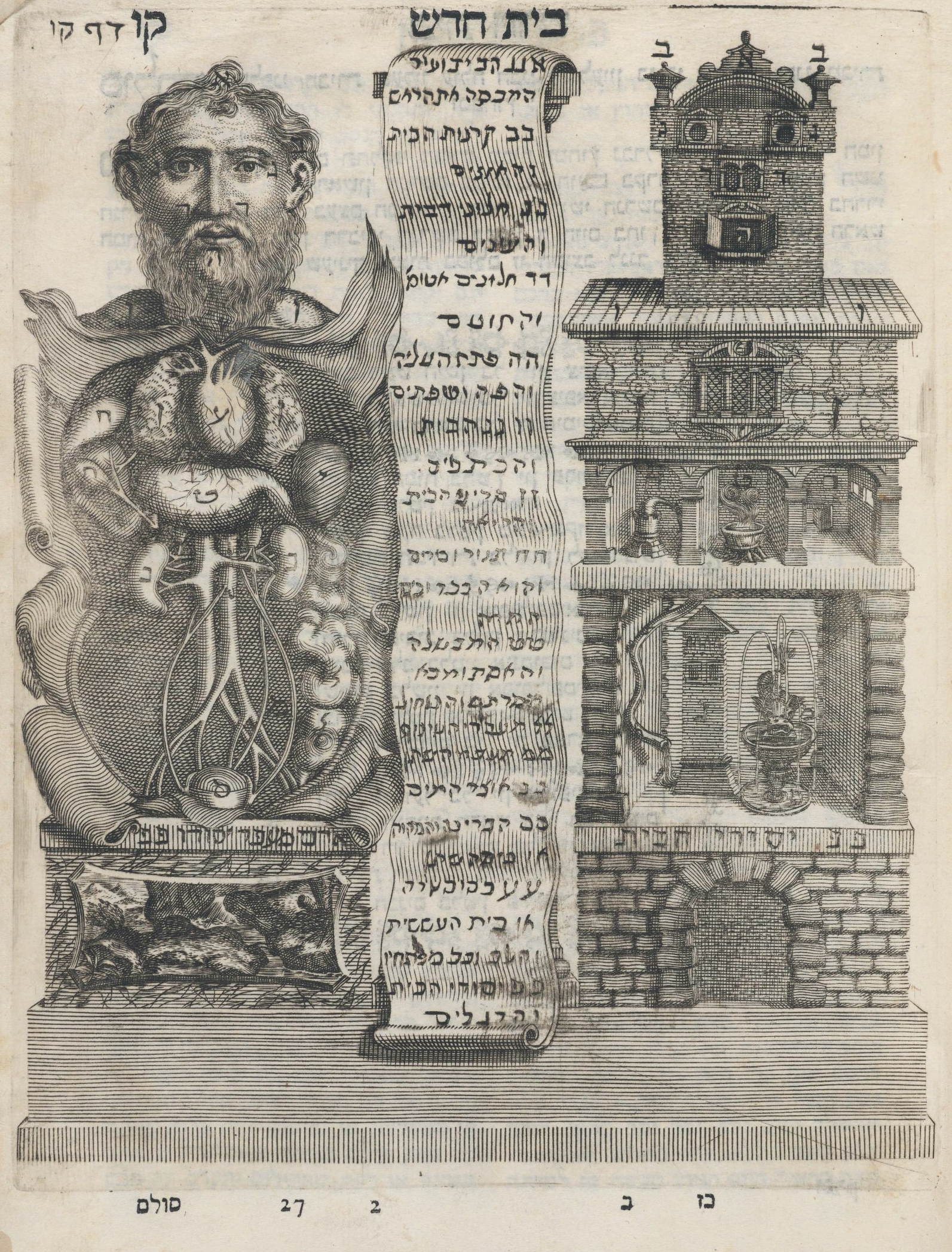
Titelbild von Ma'aseh Toviyyah, das den Körper als Haus zeigt

Er beschrieb als erster den Weichselzopf (plica polonica) und veröffentlichte die medizinisch-naturwissenschaftliche Enzyklopädie:
- Ma’aseh Toviyyah (maazsa Tobia) 1707, Venedig (Bragadini), Jeßnitz 1721, Benjacob 1853